# Mimorsidis medanus
Mimorsidis medanus là một loài bọ cánh cứng trong họ Cerambycidae.